# Reisdorf (Bad Sulza)

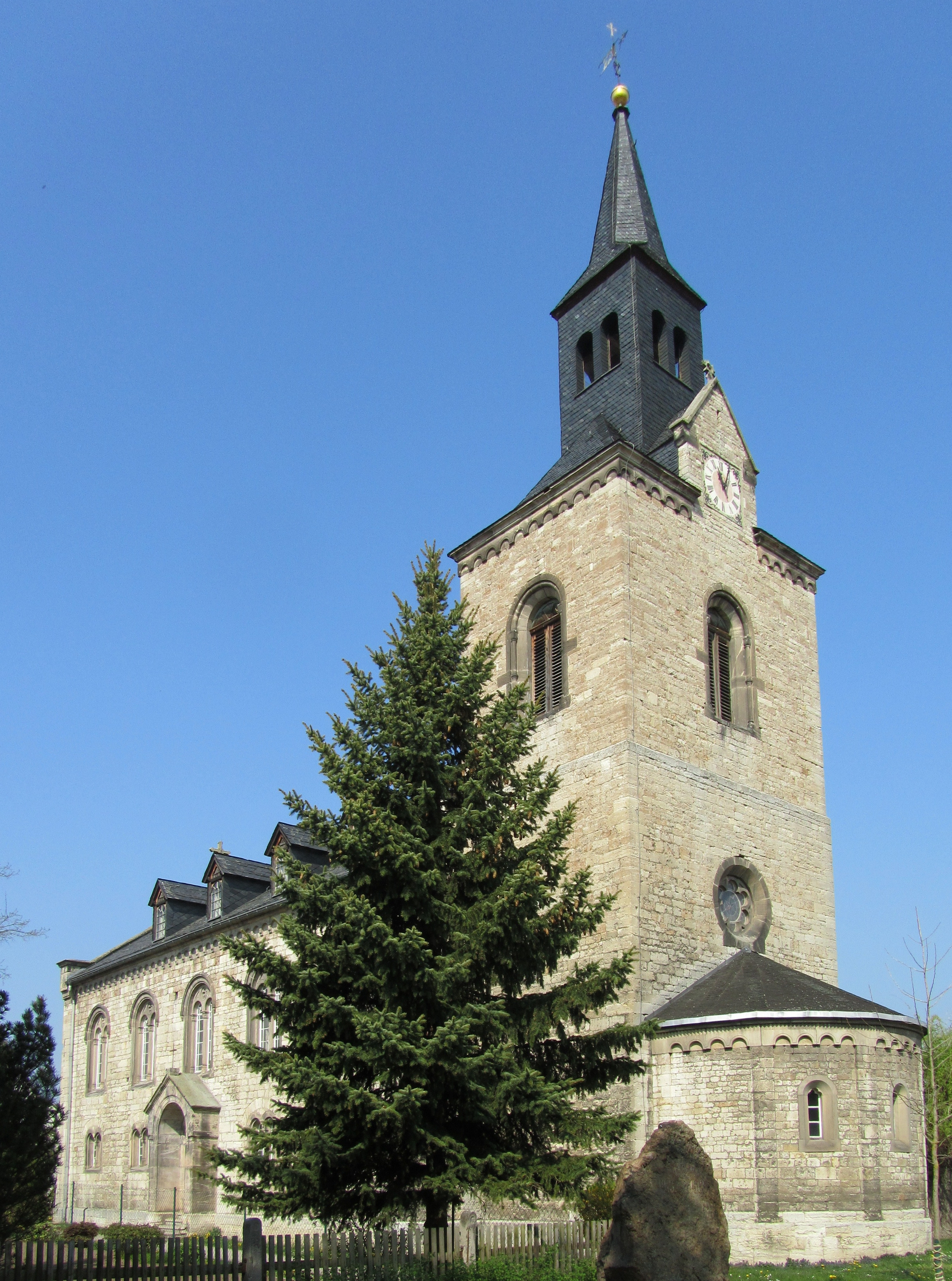
Dorfkirche

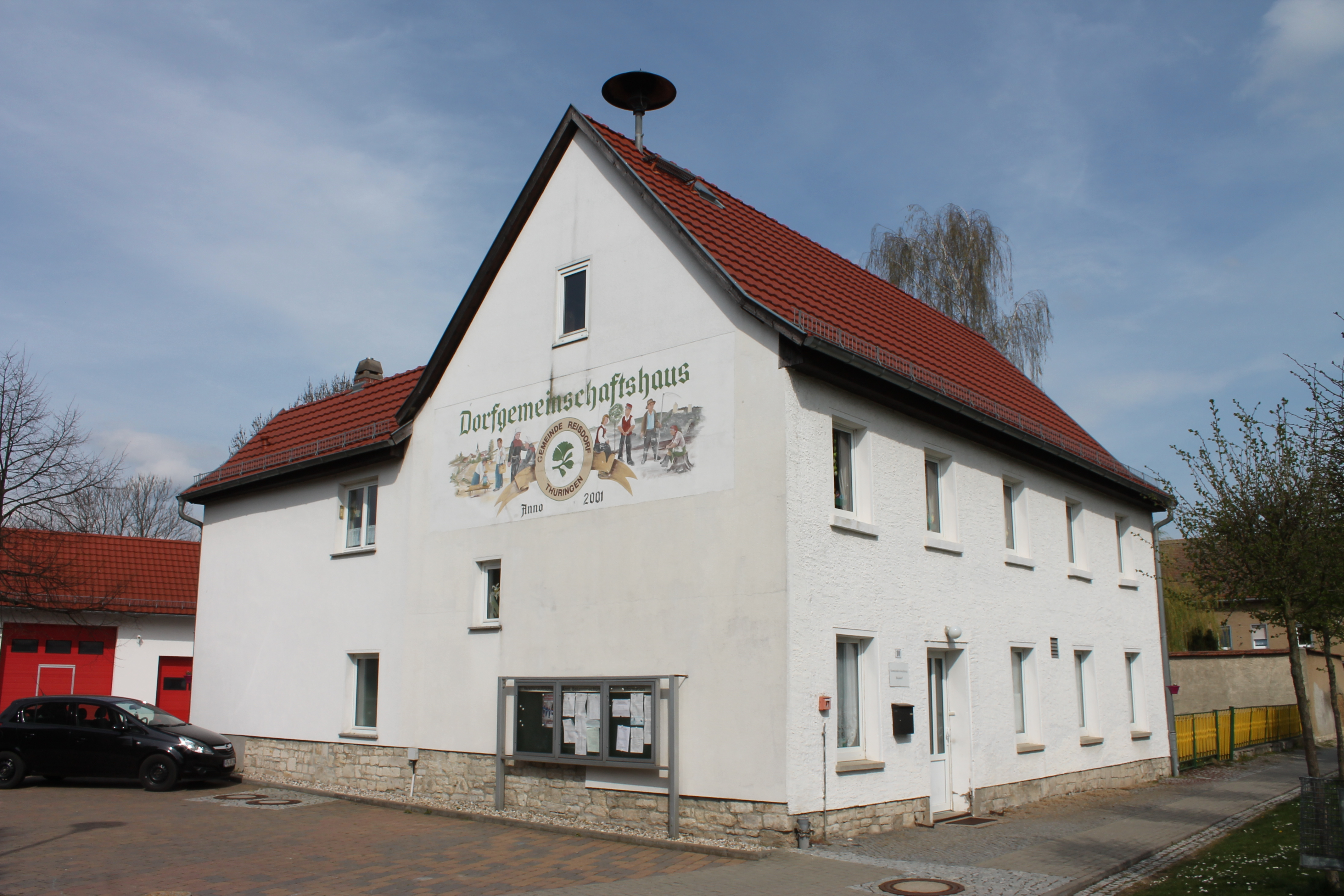
Dorfgemeinschaftshaus

Reisdorf ist ein Ortsteil der Landgemeinde Stadt Bad Sulza im Nordosten des Landkreises Weimarer Land.

## Lage
Reisdorf liegt südlich von Eckartsberga und westlich von Auerstedt unmittelbar an der Bundesstraße 87 am Nordostrand des Thüringer Beckens.Nördlich des Orts verläuft die Pfefferminzbahn, auf der zurzeit nur sporadisch Güterzüge fahren.
Die Buslinie 286 der PVG Weimarer Land verbindet den Ort mit Apolda bzw. Eckartsberga.

## Geschichte

### Namensherkunft
Der örtlichen Überlieferung nach stammt der Name Reisdorf von einer Reisigbinderfamilie, welche in der „Rollse“ (kleiner langgezogener Hain zwischen Reisdorf und Auerstedt, bildet die natürliche Grenze der beiden Ortschaften) Besen band. Aus Reisigdorf wurde im Laufe der Zeit Reisdorf.

### Ortsgeschichte
Zum ersten Mal urkundlich erwähnt wird Reisdorf als Ruoduckestorph zwischen 881 und 889 in einen Zehntverzeichnis der Abtei Hersfeld.  Es gehörte dem Herzog Otto dem Erlauchten von Sachsen. 1074 kam Rudichisdorf zur Eckartsburg,  Im 14. Jahrhundert war das Dorf zweigeteilt, wobei das Unterdorf an das Kloster Pforta gekommen war, das Oberdorf jedoch zu den Wettinern, unter Verwaltung durch die Vogtei Gebstedt. Die Vogtei Gebstedt stand später unter der Verwaltung des ernestinischen Amts Roßla, welches beim Aussterben der Linie Sachsen-Altenburg im Jahr 1672 an Sachsen-Weimar kam und seit 1741 zu Sachsen-Weimar-Eisenach gehörte. 
Ein Verzeichnis von 1556 nennt 55 Einwohner mit Namen. Während des Dreißigjährigen Krieges wurde die Gemeinde schwer mitgenommen und auch durch die Pest verloren 77 Einwohner das Leben, sodass im Jahr 1642 nur noch 42 Personen zu zählen waren. 14 Häuser waren zerstört.
Im Zuge der Doppelschlacht von Jena und Auerstedt (letzteres liegt nur wenige Kilometer von Reisdorf entfernt) im Jahr 1806 stand Reisdorf zwar nicht im Mittelpunkt des Kampfgeschehens, jedoch gab es in der unmittelbaren Umgebung zahlreiche Verwüstungen. Im in der Gemeinde aufbewahrten Kirchenbuch aus dieser Zeit finden sich noch heute die vom damaligen Pfarrer kurz nach Ende der Schlacht gemachten Aufzeichnungen über diese Begebenheiten.
Bei der Verwaltungsreform des Großherzogtums Sachsen-Weimar-Eisenach kam Reisdorf im Jahr 1850 zum Verwaltungsbezirk Weimar II und juristisch zum Justizamt Apolda. Seit 1920 gehört der Ort zu Thüringen. Im Ersten Weltkrieg hatte Reisdorf 27 Gefallene zu beklagen, im Zweiten Weltkrieg 30. 
Am 31. Dezember 2012 wurde Reisdorf zusammen mit weiteren Gemeinden in die Stadt Bad Sulza eingegliedert.

### Einwohnerentwicklung
Entwicklung der Einwohnerzahl (jeweils 31. Dezember):
| - 1994: 361 - 1995: 358 - 1996: 346 - 1997: 341 - 1998: 337 - 1999: 337 | - 2000: 335 - 2001: 336 - 2002: 348 - 2003: 338 - 2004: 347 - 2005: 332 | - 2006: 323 - 2007: 324 - 2008: 318 - 2009: 308 - 2010: 308 - 2011: 320 | - 2013: 299 - 2024:288 |

 Datenquelle 1994 bis 2011: Thüringer Landesamt für Statistik

Datenquelle ab 2013: Webseite der Stadt Bad Sulza

## Politik
Letzter Bürgermeister der Gemeinde war Dirk Schütze (SPD), er wurde am 6. Juni 2010 gewählt und löste damit den bisherigen Amtsinhaber Egon Brandt (CDU) ab.

## Kultur und Sehenswürdigkeiten

### Bauwerke
- Dorfkirche Reisdorf
- Kriegerdenkmal in Form einer Stele für die gefallenen Dorfbewohner der beiden Weltkriege im Ortszentrum.[7]

### Vereine
- Emstal Heimatbund Reisdorf (EHR)
- Deutsches Rotes Kreuz, Ortsverein Reisdorf
- Freiwillige Feuerwehr Reisdorf
- Fortuna Rettungsdienst e. V.